# Инон, Исраэль
Исраэ́ль Инон (11 января 1956, Кфар-Сава — 29 января 2015, Люцерн) — израильский дирижёр.

## Биография
В 1981—1984 гг. изучал дирижирование, теорию музыки и композицию в Консерватории Рубина в Тель-Авиве; в 1988 г. окончил Иерусалимскую академию музыки, где учился у Менди Родана.
В мае 1991 г. дирижировал концертом в Германии, в 1992 — Филармоническим оркестром Брно, с которым совершил тур по Германии и записал дебютный диск с произведениями Виктора Ульмана, получивший Премию немецких критиков записей.
Был главным дирижёром и музыкальным руководителем Симфонического оркестра Граца.
Скоропостижно скончался на сцене во время исполнения «Альпийской симфонии» Рихарда Штрауса в швейцарском городе Люцерн.

## Творчество
Наряду с классическими произведениями в его репертуаре были забытые и неизвестные сочинения, включая представителей немецкого экспрессионизма Хайнца Тиссена и Эдуарда Эрдмана, а также запрещённых Третьим рейхом композиторов Ганса Красу, Павла Хааса, Эрвина Шульгофа. Уделял внимание творчеству современных композиторов, например, дирижировал премьерой оперы «Шахматная новелла» Виолеты Динеску (Шветцингенский фестиваль, 1995).
Дирижировал Хайфским симфоническим оркестром, симфоническим оркестром Би-би-си, Иерусалимским симфоническим оркестром, Королевскими филармоническими оркестрами Лондона и Фландрии, Филармоническим оркестром Северогерманского радио, Венским симфоническим оркестром и Немецким симфоническим оркестром Берлина. Его интерпретации отличались чувственностью и мастерством точности.
На Decca Yinon, Deutsche Grammophon, Koch Records, CPO записаны под его управлением произведения Виктора Ульмана, Павла Хааса (опера «Шарлатан»).